# 벨기카 (영화)
벨기카(영어: Belgica)은 2016년 공개된 벨기에의 드라마 영화이다. 펠릭스 반 그뢰닝엔가 감독하고 반 그뢰닝엔이 아르네 시렌과 공동 각본을 썼다. 스테프 에어츠, 톰 버메이어, 헬렌 디보스와 샤를로트 반더미르히가 출연한다.
이 영화는 2016년 1월 21일 선댄스 영화제에서 초연 되었다. 2016년 3월 2일 벨기에와 프랑스에서 개봉되었다.

## 출연

### 주연
- 스테프 에어츠
- 샤를로트 반더미르히
- 장-미셸 발세이저
- 톰 버메이어